# Air Caraïbes
Air Caraïbes ist eine französische Fluggesellschaft mit Sitz in Les Abymes in Guadeloupe und Basis auf dem Flughafen Pointe-à-Pitre.

## Geschichte
Air Caraïbes entstand im Jahr 2000 durch den Zusammenschluss von Air Guadeloupe, Air Martinique, Air Saint Barthelemy und Air Saint Martin. Sie gliedert sich in die zwei Divisionen „Air Caraïbes“ und „Air Caraïbes Atlantique“. Die Gesellschaft befindet sich zu 85 % im Besitz der Groupe Dubreuil. Im Jahr 2003 wurden die ersten Langstreckenflüge mit einem Airbus A330 aufgenommen. Bis 2009 wurden noch vier weitere Airbus A330 übernommen, mit welchen das Streckennetz erweitert wurde. Außerdem wurde im Jahr 2009 das neue Angebot TGV Air gestartet, welches den Fluggästen erlaubt, das Ticket für den TGV ab ausgewählten Bahnhöfen direkt mit dem Flug zu buchen. Hierbei sind die Anschlüsse gesichert und der Transit vom Bahnhof Massy TGV zum Flughafen Orly 4 für Hin- und Rückreise eingeschlossen. Im Jahr 2015 wurde eine neue Markenidentität inklusive neuem Logo und neuer Bemalung vorgestellt. Ende 2019 waren noch nicht alle Flugzeuge mit der neuen Bemalung versehen.
Bis 2017 wurde das Streckennetz um weitere Strecken innerhalb der Karibik und zwischen der Karibik und Frankreich erweitert. Im Jahr 2017 wurden die ersten zwei Airbus A350-900 mit neuer Kabine übernommen. Air Caraïbes war hierbei die erste Fluggesellschaft, welche den A350-900 in der Economy Class mit zehn Sitzen pro Reihe betrieb. Um in den Kabinen der Airbus A330 ähnlichen Komfort wie in den neuen A350-900 bieten zu können, wurden alle Kabinen der Airbus A330 bis Ende 2018 erneuert. 2019 wurde schließlich ein weiterer A350-900 übernommen. Ende 2019 wurde der erste A350-1000 übernommen. Es handelt sich hierbei um den ersten A350-1000 für eine französische Fluggesellschaft und zum aktuellen Zeitpunkt um den A350-1000 mit den meisten Sitzplätzen.
In Folge der COVID-19-Pandemie stellte die Fluggesellschaft ihren Flugbetrieb ab dem 28. März 2020 vorerst ein. Die Flüge zwischen Fort-de-France, Pointe-à-Pitre sowie Saint-Martin wurden ab dem 25. Mai 2020 wieder aufgenommen. Die Transatlantikflüge zwischen Paris, Fort-de-France, Pointe-à-Pitre sowie Cayenne sollen ab dem 12. Juni 2020 wieder aufgenommen werden. Weitere Strecken sollen folgen.
Im September 2022 stellte die Fluggesellschaft die Flüge nach Saint-Martin ein.

## Service

### Kurzstrecke

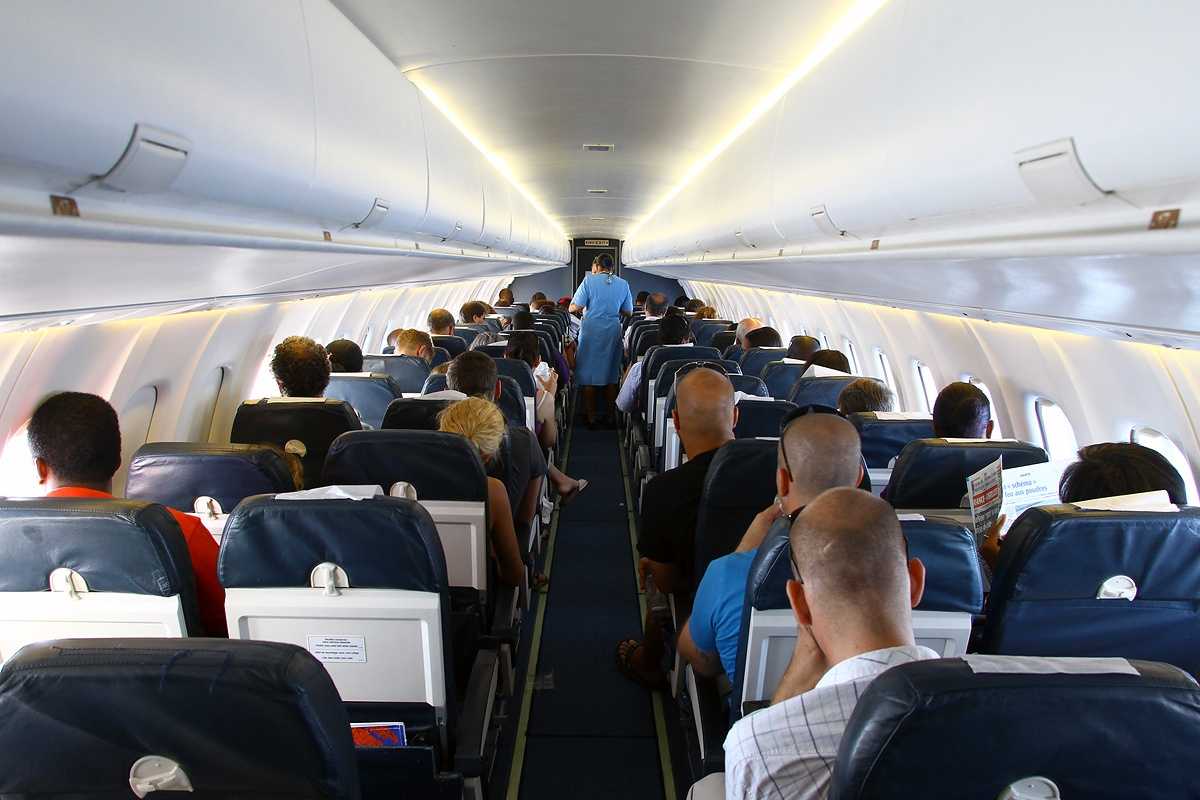
Kabine einer ATR 72-500

Air Caraibes bietet auf ihren innerkaribischen Flügen in ihren Flugzeugen des Typs ATR 72 lediglich eine Economy Class an.

### Langstrecke
Auf der Langstrecke werden meist drei Klassen angeboten. In der Classe Soleil (Economy) sind Essen und Getränke enthalten. Air Caraïbes setzt hier mit meist neun Sitzen pro Reihe in den Airbus A330 und zehn Sitzen pro Reihe in den Airbus A350 auf eine vergleichsweise eher enge Bestuhlung.
In der Classe Caraïbes (Premium Economy) wird im Gegensatz zur Classe Soleil ein erhöhter Sitzkomfort sowie ein verbessertes Angebot an Speisen und Getränken angeboten. In dieser Klasse sind im Airbus A330 und Airbus A350-1000 sieben Sitze pro Reihe installiert. Im Airbus A350-900 findet sich hier eine Bestuhlung mit neun Sitzen pro Reihe.
In der Classe Madras (Business) lassen sich die Sitze im Airbus A330 um 160° zurückstellen. In den Airbus A350 bietet Air Caraïbes in dieser Klasse ein flaches Bett, die Sitze lassen sich um 180° zurückstellen. Die Sitze sind in einer Bestuhlung mit sechs Sitzen pro Reihe installiert.
Die meisten Langstreckenflugzeuge der Gesellschaft verfügen in allen Klassen über ein In-Flight-Entertainment-System mit persönlichen Touchscreens an jedem Platz. Außerdem verfügen fast alle Langstreckenflugzeuge in allen Klassen über einen Stromanschluss.
Eine Ausnahme stellt das Reserveflugzeug F-HHUB dar. Dieser Airbus A330-200 verfügt lediglich über eine Economy Class mit acht Sitzen pro Reihe. Persönliche Bildschirme an jedem Sitz sind nicht vorhanden, lediglich an den Decken sind einige Bildschirme installiert. Außerdem wurde Ende 2019 der Airbus A330-200 F-HUNO der insolventen Aigle Azur übernommen. Das Flugzeug ist aktuell (Anfang 2020) noch mit der Kabine dieser Airline ausgestattet. Bis voraussichtlich April 2020 wird dieses Flugzeug mit der für Air Caraibes typischen Kabinenkonfiguration ausgestattet.

## Streckennetz
Air Caraïbes bedient von ihren Drehkreuzen aus Ziele in der Karibik sowie in Südamerika. Vom Flughafen Paris-Orly aus werden Ziele in Martinique, Guadeloupe, Französisch-Guayana, Haiti, Saint-Martin, der Dominikanischen Republik, den Bahamas und Kuba bedient. Des Weiteren werden einige Strecken innerhalb der Karibik bedient. Darüber hinaus unterhält Air Caraïbes Codeshare-Abkommen mit Corsair International und French bee.

## Flotte

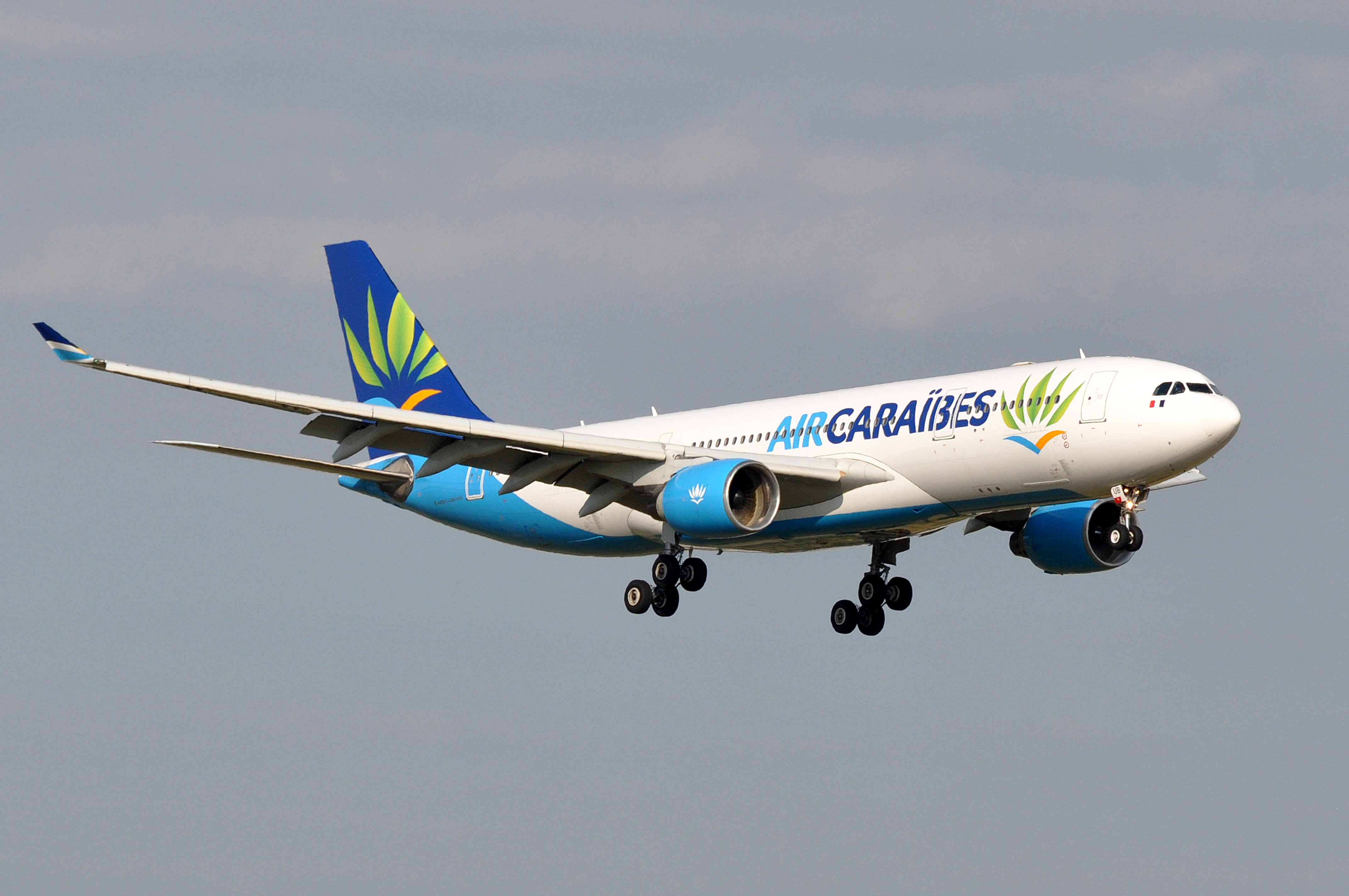
A330-200

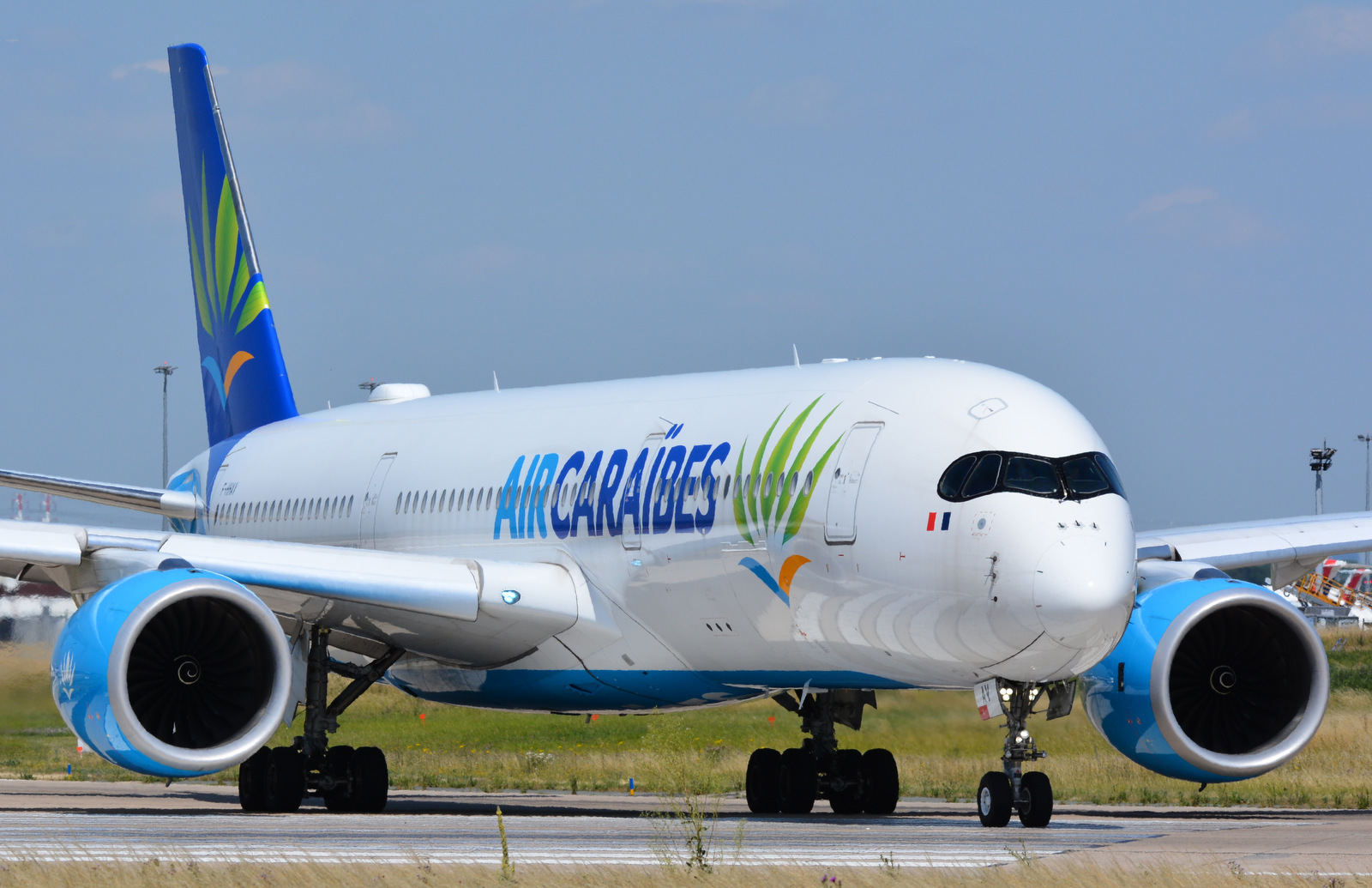
A350-900

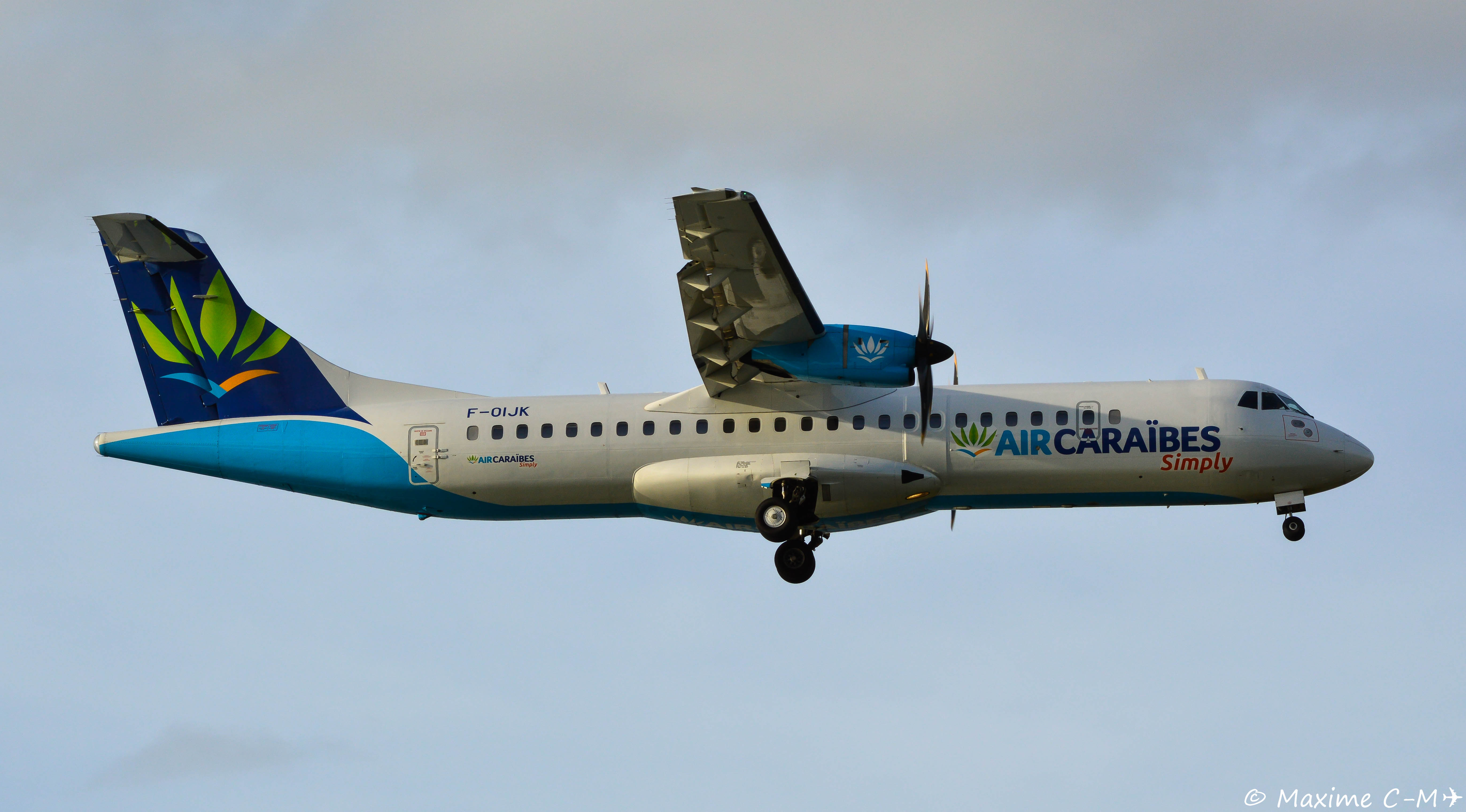
ATR 72-500

### Aktuelle Flotte
Mit Stand Mai 2025 besteht die Flotte der Air Caraïbes aus 14 Flugzeugen mit einem Durchschnittsalter von 8,4 Jahren:
| Flugzeugtyp      | Anzahl | bestellt | Anmerkungen                                                | Sitzplätze (Business/Eco+/Eco)               | Durchschnittsalter |
| ---------------- | ------ | -------- | ---------------------------------------------------------- | -------------------------------------------- | ------------------ |
| Airbus A330-200  | 01     |          | inaktiv                                                    | 303 (12/24/267) 318 (-/-/318) 287 (19/-/268) | 26,4 Jahre         |
| Airbus A330-300  | 02     |          |                                                            | 354 (12/35/307)                              | 14,0 Jahre         |
| Airbus A350-900  | 03     |          | erste Auslieferung am 28. Februar 2017; geleast von AerCap | 389 (18/45/326)                              | 7,4 Jahre          |
| Airbus A350-1000 | 04     |          | erste Auslieferung am 19.12.2019                           | 429 (24/45/360)                              | 4,6 Jahre          |
| ATR 72-600       | 04     |          | eine inaktiv                                               | 74 (-/-/74)                                  | 5,5 Jahre          |
| Gesamt           | 14     | –        |                                                            |                                              |                    |

### Zuvor eingesetzte Flugzeuge
In der Vergangenheit betrieb Air Caraïbes unter anderem auch folgende Flugzeugtypen:
- ATR 42-500
- ATR 72-200
- ATR 72-500
- Boeing 737-200
- Embraer ERJ 145
- Embraer ERJ 175
- Embraer ERJ 190

## Logo

Logo bis 2015
Neues Logo ab 2015
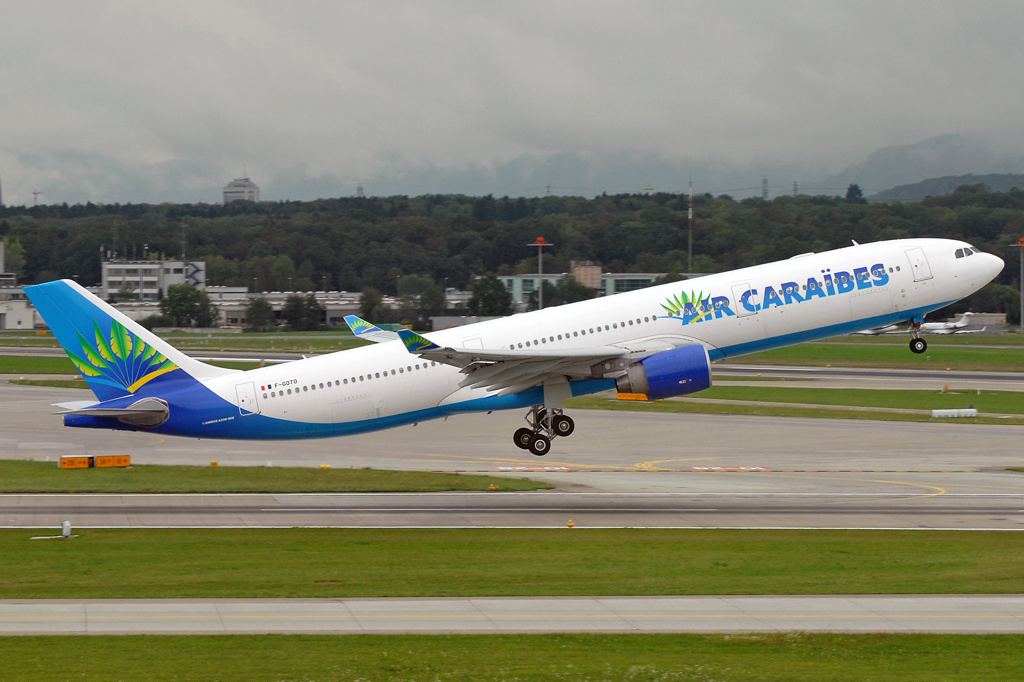
Alte Bemalung
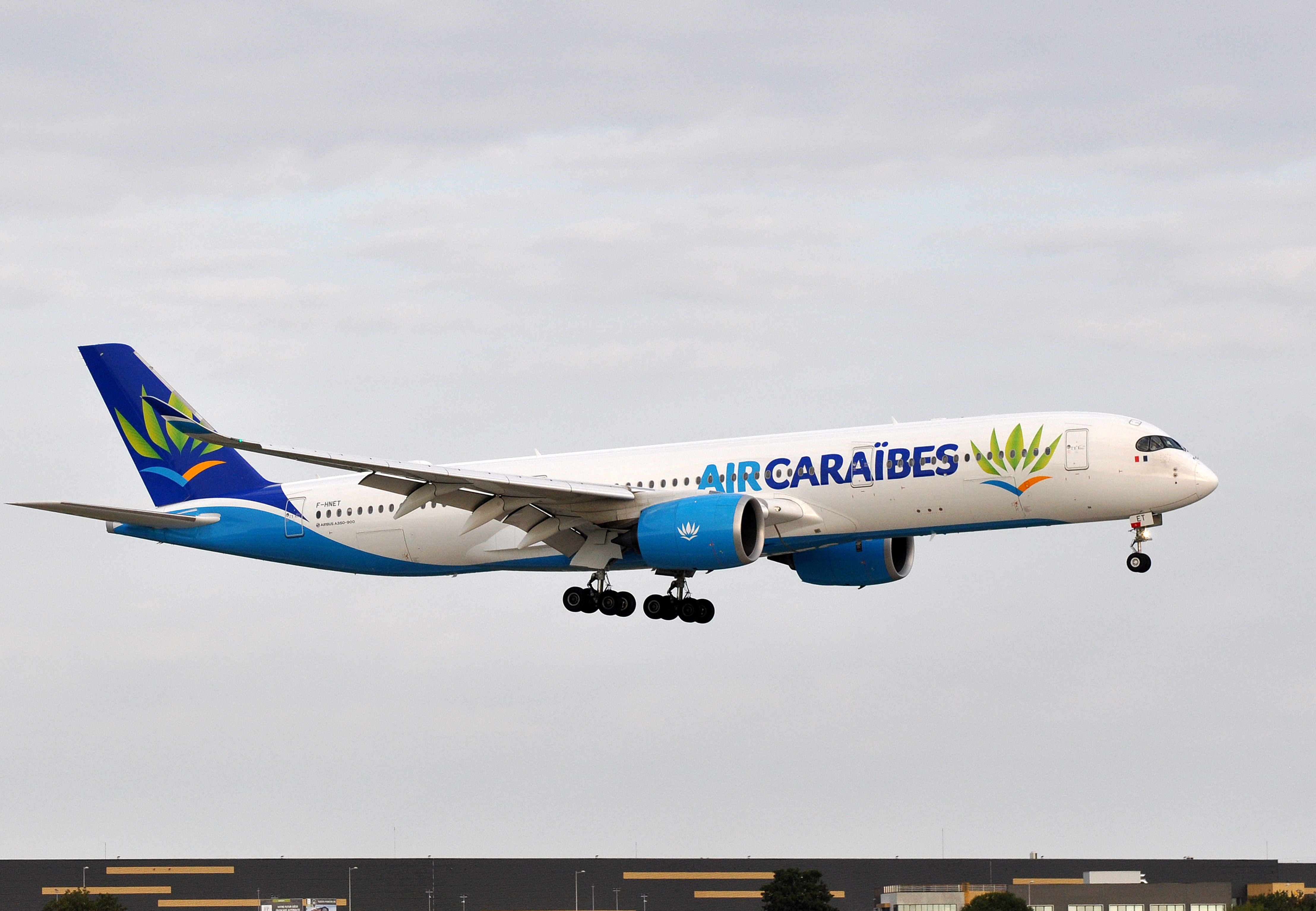
Neue Bemalung

## Zwischenfälle
- Am 24. März 2001 verlor der Kapitän einer de Havilland Canada DHC-6-300 Twin Otter (Luftfahrzeugkennzeichen F-OGES) auf einem Linienflug von Sint Maarten nach Saint-Barthélemy im Endanflug auf den dortigen Aéroport Rémy de Haenen die Kontrolle über das Flugzeug. Die Maschine drehte beim Überflug des unmittelbar vor der Landebahn liegenden Hügels Col de la Tourmente in eine Linkskurve ein und kollidierte mit einem Wohnhaus. Insgesamt 20 Menschen kamen bei dem Unfall ums Leben, alle 19 Insassen des Flugzeugs sowie ein Bewohner des Hauses.[20][21]